# 西坑站
西坑站位于福建省三明市永安市燕北街道，是鹰厦铁路车站，距鹰潭站398公里，距厦门站296公里。车站作为会让站建于1994年，建成时设有2条股道，以增加鹰厦线的运输能力。车站现为五等站，不办理客货运业务。
建设中的兴泉铁路在本站与鹰厦铁路相交，为此施工部门将对本站进行扩建工程并新建站房。2019年11月，车站经过施工后并入正式接轨兴泉铁路。此外，兴泉铁路永安段施工期间各种路料、施工设备及建设物资均需从本站转运，为此本站设立兴泉铁路永安段工程线行车调度指挥中心。2022年9月，西坑站改造完工：车站站场规模由2条股道增加至5条，同时启用新站房。